# ماركوس هال
ماركوس هال (بالإنجليزية: Marcus Hall)‏ (24 مارس 1976 بكوفنتري في المملكة المتحدة - ) هو لاعب كرة قدم بريطاني في مركز الدفاع. شارك مع منتخب إنجلترا تحت 21 سنة لكرة القدم. أما مع النوادي، فقد لعب مع ستوك سيتي وكوفنتري سيتي ونادي ساوثهامبتون ونوتينغهام فورست ونادي نورثامبتون تاون.

## وصلات خارجية
- ماركوس هال على موقع قاعدة بيانات كرة القدم.إي يو (الإنجليزية)
- ماركوس هال على موقع Soccerbase.com (لاعب) (الإنجليزية)
- ماركوس هال على موقع عالم كرة القدم.نت (الإنجليزية)